# Naar de top
Naar de top is een televisieprogramma van productiehuis De chinezen dat in het najaar van 2013 uitgezonden werd op de Vlaamse televisiezender Canvas.
In vier afleveringen worden een aantal kwetsbare jongeren uit een Brusselse boksclub gevolgd die samen de Monte Rosa, een van de hoogste bergen in de Alpen, willen beklimmen. Hierbij zijn ze tegelijk op zoek zijn naar zichzelf en naar een uitdaging. Ze brengen hun verhaal zelf in beeld met hun smartphone.
Naar de top kreeg van de VRT de diversiteitstrofee, een onderscheiding voor talent dat creatief aan de slag gaat met diversiteit, in de categorie documentaire.

## Afleveringen

### Aflevering 1: Mijn Brussel
In hartje Brussel bevindt zich de Brussels Boxing Academy, waar elke dag jongeren uit alle wijken van Brussel komen trainen. Al is het voor de meesten onder hen veel meer dan dat. Malick groeide half op in Senegal, half in Brussel. Voor hem is de club zijn familie geworden. Elias, met Marokkaanse roots, kan er al zijn opgekropte energie kwijt. Voor de Duitse journaliste Annemarie, die Brussel enkel kent van haar werk voor de Europese Commissie, is de club haar enige houvast in haar nieuwe thuisstad. Aan al die jongeren legt bokstrainer Tom zijn ambitieuze project voor: samen met hen wil hij de sneeuwtoppen van de Monte Rosa beklimmen, een van de hoogste bergen van Europa. De jongeren beginnen symbolisch aan de zware voorbereidingen met een deelname aan de 20 kilometer van Brussel.

### Aflevering 2: Het Ardennen-offensief
Tom, bokstrainer en bezieler van de expeditie naar 4634 meter hoge Monte Rosa, neemt een groep Brusselse jongeren mee naar de Ardennen voor een tweedaagse trektocht. Zo wil hij hen testen voor de zware klim naar de top. Al snel wordt duidelijk dat een aantal jongeren de tocht onderschatten. Imad en Jaouad, beiden van Marokkaanse origine, trekken voor het eerst de natuur in, en moeten diep gaan om de groep bij te houden. Romal, een minderjarige Afghaanse vluchteling, trekt grote ogen. Hij maakt voor het eerst kennis met België buiten het asielcentrum. Met elke stap ziet trainer Tom de heel diverse groep jongeren groeien tot een hecht team.

### Aflevering 3: I have a dream
Sommige van de jongeren dromen ervan wereldkampioen boksen worden, anderen zien zichzelf als patissier in spe. Maar dat ze hard zullen moeten werken om hun dromen te realiseren, dat beseffen ze allemaal. Op de laatste dag van hun expeditie in de Ardennen komt de rebelse Jaoaud zichzelf tegen. De Afghaanse asielzoeker Romal spreekt geen Frans, maar doet zijn uiterste best om bij de groep te horen. Want nu wordt het menens: bij thuiskomst zal Tom beslissen wie fysiek en mentaal klaar is voor de expeditie naar de bergen en wie niet. Het zal voor de groep niet alleen een fysieke uitputtingsslag zijn: ook de harde realiteit van de grootstad steekt intussen bij enkele jongeren zware stokken in de wielen.

### Aflevering 4
Na maanden van loodzware trainingen en voorbereiding vertrekt de selecte groep onder leiding van bokstrainers Tom en Maalem eindelijk naar de Monte Rosa in Italië: een klim van 4.634 meter. Een enorm contrast met de Brusselse wijken die de jonge boksers kennen: voor de meesten is het de eerste keer dat ze op een berg zullen staan. De 15-jarige Dounia vervoegt de groep op het allerlaatste moment: bijzonder trots op haar Algerijnse roots en niet op haar mondje gevallen. Daarmee is de groep van tien compleet: samen zullen ze de loodzware expeditie aangaan. De wat oudere Malick en Elias ontfermen zich onderweg over Dounia, maar uiteindelijk blijft het ieder voor zich. Want tijdens de lange tocht naar de top voeren de jongeren niet alleen een harde strijd tegen de natuur, maar vooral tegen zichzelf.